# This Land Is Your Land
This Land Is Your Land ist ein US-amerikanischer Folk-Song, der 1940 von Woody Guthrie geschrieben und zum Evergreen wurde.

## Entstehungsgeschichte
Woody Guthrie war eine der führenden Figuren der amerikanischen Polit-Folk-Bewegung. Er schrieb die ursprüngliche Fassung des Songs am 23. Februar 1940 in dem billigen New Yorker Hotel Hanover House, wo er nachts alle sechs Strophen verfasste. Der Song war als Parodie auf Irving Berlins patriotisches God Bless America in der Fassung von Kate Smith gedacht (aufgenommen am 21. März 1939, veröffentlicht im April 1939; Victor 26198, Rang 10 der US-Hitparade), der intensives Airplay in Radiostationen zuteilwurde. Die Melodie von This Land Is Your Land war angelehnt an Oh, My Loving Brother der Alabama Four (aufgenommen am 6. Oktober 1927), das von der Carter Family als When the World’s on Fire (24. Mai 1930) adaptiert wurde.
Guthrie ging ohne Terminvereinbarung während seines Urlaubs von der Handelsmarine am 16. April 1944 zum Musikproduzenten Moses „Moe“ Asch, der ein Tonstudio besaß und später das Plattenlabel Folkways Records gründete. An jenem Tag nahm Asch zwei Titel von Guthrie auf. Asch hatte von Guthrie noch nie gehört, war aber sofort von ihm überzeugt. This Land Is Your Land wurde nach dem 25. April 1944 als zehnter von 31 Titeln aufgenommen (Matrix MA 114), insgesamt entstanden über 160 Songs mit Moe Asch.
Der Song zählt in sechs Strophen die geografischen Extremregionen zwischen Kalifornien und New York, den Redwood-Wäldern und der Golfregion auf, glorifiziert die Landschaften und stilisiert das Reisen als quasi-religiöse Erfahrung. Obwohl Guthrie hiermit nie die Hitparaden erreichte, war er in aller Munde und schuf einen Evergreen. Guthrie hatte seine sechs Strophen umfassende Komposition zuerst mit dem Titel God Blessed America For Me versehen, doch weist sein Konzept während der Aufnahmesession bereits den Titel This Land Was Made for You and Me auf; in den Studioaufzeichnungen von Asch stand dann This Land is My Land. Diese Fassung wurde erst 1997 entdeckt und auf CD gebracht. Ein Metall-Master von Stinson Records stammt vom 19. Mai 1944.

## Veröffentlichung und Erfolg
Guthries erste Aufnahme von This Land Is Your Land blieb zunächst unveröffentlicht. Gleichzeitig mit der Copyright-Anmeldung kamen die Originalnoten am 3. April 1945  im Heft Ten Twenty-Five Cent Songs by Woodie Guthrie auf den Markt. Der Song fand auch später eher Verbreitung über Notenhefte als über Schallplatten. Der Radiosender WNYC strahlte zwischen Dezember 1944 und dem 14. Februar 1945 eine 15-minütige Radiosendung Folksongs by Woody Guthrie in mehreren Folgen aus, wobei der Titel als Erkennungsmelodie lief.
Die 3-strophige Standardversion erschien 1948 erstmals auf Schallplatte, und zwar auf der LP Work Songs To Grow On (Folkways Records 7027). Am 7. Januar 1952 gab es ein Remake mit dem bereits schwer erkrankten Guthrie für Decca Records, produziert von Milt Gabler. Die Aufnahme wurde erst 1996 veröffentlicht.

## Coverversionen
Mindestens 58 Coverversionen sind bekannt. Gecovert wurde der Song insbesondere von vielen in der Folkmusik beheimateten Interpreten. Erster war Paul Clayton (März 1960), gefolgt vom Kingston Trio (Juni 1961), Flatt & Scruggs (August 1962). Die New Christy Minstrels erreichten Rang 93 der US-Pophitparade (Dezember 1962), Ketty Lester Rang 97 (Dezember 1962). Es folgten insbesondere Peter, Paul and Mary (Januar 1963), Harry Belafonte (Mai 1963), Trini Lopez (Juli 1963) oder Glen Campbell (Oktober 1963).
In Europa übernahm man landessprachliche Versionen. Dalida brachte den Titel Ce coin de terre („Dieses Stück Land“; französischer Text: Pierre Cour; Januar 1964) auf den Markt. In Deutschland titelten 1964 The Country Four mit Dies Land ist Dein Land auf Deutschland bezogen. Mit einem anderen Text kamen Hartmut, Sigrun und Knut Kiesewetter 1964 auf den Markt, der Günter-Tilgert-Chor parodierte mit Jeder gibt an, so gut er kann (1963).
Weitere englischsprachige Versionen stammten danach von The Seekers (Juni 1965), Wanda Jackson (Juli 1969), Tennessee Ernie Ford (Februar 1970), Bruce Springsteen (November 1986) und Bob Dylan (Live-Version vom 1. Mai 1961; August 2005). Woody Guthries Sohn Arlo nahm 2005 eine Coverversion auf.

## Gemeinfreiheit
Am 9. Juli 2004 veröffentlichten zwei Filmanimateure unter dem Namen JibJab Media im Internet einen sehr erfolgreichen Kurzfilm mit dem Titel This Land, in dem sie als Hintergrundmusik This Land Is Your Land verwendeten. Der Kurzfilm verspottete die Präsidentschaftskandidaten George W. Bush und John Kerry und wurde in mehreren US-Talkshows präsentiert. Der das Werk This Land Is Your Land vertretende Musikverlag Ludlow Music wies JibJab Media am 20. Juli 2004 schriftlich auf den bestehenden Urheberrechtsschutz hin und verbot im Rahmen einer Unterlassungserklärung eine weitere Veröffentlichung des Films mit der Musik. Am 23. Juli 2004 reagierte JibJab mit der Behauptung, dass This Land Is Your Land gemeinfrei sei, und wenn nicht, es sich hierbei um eine erlaubte Wiedergabe im Rahmen der Fair-Use-Doktrin handele. Am 29. Juli 2004 wurde Ludlow von JibJab vor dem United States District Court For The Northern District of California in San Francisco verklagt; die Parteien einigten sich danach in einem außergerichtlichen Vergleich. JibJab zahlt demnach 20 % seiner Nettoeinnahmen aus der Filmverwertung an die Woody-Guthrie-Stiftung und darf dafür den Film weiter verwerten.
Die Laufzeit des Copyrights (Seal of Copyright #154085) begann mit Notenveröffentlichung im Jahr 1945, so dass nach damaligem US-Recht nach 28 Jahren die Gemeinfreiheit 1973 einsetzte. Eine die Gemeinfreiheit hindernde Copyright-Verlängerung hätte bis 1973 vorgenommen werden müssen, erfolgte jedoch erst 1984. Der Fair Use kam nicht in Frage, weil Satire von US-Gerichten bisher nicht als Fair-Use-Grund anerkannt wurde.

## Rezeption
This Land Is Your Land wurde nie zu einem großen Hitparaden- oder Verkaufserfolg, weist aber dennoch heute einen großen Bekanntheitsgrad auf und ist ein fester Bestandteil US-amerikanischer Kultur. Er wird von vielen als zweite amerikanische Nationalhymne verehrt und wird altersübergreifend in Schulklassen, von Kirchenchören oder im Radio gesungen. Am 13. März 1975 wurde es simultan von Millionen von Schulkindern während des ersten jährlichen „Music in Our Schools Day“ gesungen und gehört seitdem zu den typischen Liedern, die am Unabhängigkeitstag oder zu anderen nationalen Anlässen gesungen werden. George H. W. Bush nutzte es als Wahlkampflied der Präsidentschaftswahl in den Vereinigten Staaten 1988. Jennifer Lopez trug das Lied am 20. Januar 2021 zur Amtseinführung von Joe Biden vor. Das Lied wurde 2001 auf Rang 3 der Liste der Songs of the Century der RIAA gesetzt.
Aufgrund seiner kulturellen und historischen Bedeutung für die Vereinigten Staaten wurde der Song am 27. Januar 2003 in die National Recording Registry der Library of Congress aufgenommen.
Das Musikprojekt 1,000 Days, 1,000 Songs veröffentlichte den Titel im März 2017 auf seiner Website als Protest gegen die Politik von US-Präsident Donald Trump. Das Schwesterprojekt Our First 100 Days fügte seiner Playlist eine Coverversion des Indie-Musikers Phosphorescent hinzu.